# ミュンヘン放送管弦楽団
ミュンヘン放送管弦楽団（Münchner Rundfunkorchester）は、ドイツ・バイエルン州の放送局、バイエルン放送（Bayerischen Rundfunks）に所属する2つのオーケストラの1つ。もう1つのバイエルン放送交響楽団と同じく、ミュンヘンに本拠を置く。フル編成のバイエルン放送交響楽団に対し、2管編成の中規模オーケストラである。

## 沿革・概要
1952年設立。
歴代の指揮者として、ヴェルナー・シュミット＝ベルケ、クルト・アイヒホルン、ハインツ・ヴァルベルク、ランベルト・ガルデルリ、ジュゼッペ・パターネ、ロベルト・アバド、マルチェッロ・ヴィオッティ、ウルフ・シルマーらが務めた。2017年からイワン・レプシッチが首席指揮者を務める。
レコーディングは、アイヒホルン指揮でオルフ『カルミナ・ブラーナ』や、様々な指揮者でオペラ全曲やアリア集などがある。
ムード音楽の畑ではあるが、自社の業務用ライブラリーで成功した、ノーマン・キャンドラーのオーケストラの楽団員は、このミュンヘン放送管弦楽団からのピックアップである。

## 歴代芸術監督・首席指揮者等
- ヴェルナー・シュミット＝ベルケ (1952～1967年)
- クルト・アイヒホルン (1967～1975年)
- ハインツ・ヴァルベルク (1975～1981年)
- ランベルト・ガルデルリ (1982～1985年)
- ジュゼッペ・パターネ (1988～1989年)
- ロベルト・アバド (1992～1998年)
- マルチェッロ・ヴィオッティ (1998～2004年)
- ウルフ・シルマー (2006～2017年)
- イヴァン・レプシッチ (2017年～)